# Anaklet II.
Anaklet II., vlastním jménem Petrus Pierleoni, (okolo 1090 – 25. leden 1138) protipapež v letech 1130–1138.
Pocházel z Říma, z bohaté a původem židovské rodiny Pierleoni, která již sto let, od konverze jeho praděda ke křesťanství, podporovala reformní papežství. Byl mnichem v Cluny, studoval v Paříži. Ideově vyšel z clunyjského hnutí. Roku 1112 se stal kardinálem-jáhnem, 1120 kardinálem-knězem. Působil jako legát papeže Kalixta II. v Anglii a ve Francii (od 1121).
Byl zvolen papežem proti Inocenci II. 14. února 1130, kardinály (zejména římskými a jihoitalskými), kteří odmítli uznat platnost Inocencovy volby, neboť byl zvolen pouze menšinou kardinálů. Anaklet, ač měl na papežský stolec právně větší nárok, získal však na rozdíl od Inocence podporu menší části křesťanstva: římského patrimonia, sicilských Normanů, Milána, Skotska, Akvitánie a některých německých biskupů. Podporu Normanů z jihu si získal, když ještě v roce 1130 udělil sicilskému vévodovi Rogerovi II. královský titul.
Schizma neskončilo ani smrtí Anakleta roku 1138, jako další protipapež byl zvolen Gregorio Conti jako Viktor IV., který se však Inocencovi brzy podřídil.